# Baumata Timur
Baumata Timur is een bestuurslaag in het regentschap Kupang van de provincie Oost-Nusa Tenggara, Indonesië. Baumata Timur telt 1995 inwoners (volkstelling 2010).